# РВЗ-7
РВЗ-7 — серія дослідних радянських трамвайних вагонів, що виготовлялися та випробовувалися на Ризькому вагонобудівному заводі в 1970-1980 рр.

## Історія
Проєктування вагона на РВЗ почалося в 1971 році. Планувалося створити принципово новий вагон, який відповідав всім сучасним вимогам. Багато із використаних технічних рішень були застосовані в СРСР вперше. Вагон був обладнаний тиристорно-імпульсною системою управління, мав можливість рекуперативного гальмування, люмінесцентне освітлення салону, суцільнозварний тридверний кузов, візки з пневматичною підвіскою.
У 1976 році, після заводських випробувань, було випущено два вагони, яким було присвоєно індекс 71-217. Вони були відправлені в Москву, для випробувань у депо ім. Апакова, а через деякий час — у Горький, для випробувань на лініях з важким профілем. Також туди вирушили ще 4 вагони з заводу. Вони проходили випробування поодинці і за системою багатьох одиниць. Випробування підтвердили високу ефективність рекуперативного гальмування на лініях із затяжними ухилами.
У 1978 році було побудовано ще 10 вагонів для Горького і Казані. На відміну від першої партії у них було інше розташування світлових приладів на кабіні (сигнали повороту збоку від фар). Через поганий стан контактної мережі в Горькому вагони для нього були обладнані бугелями замість напівпантографів.
У 1980 році два вагони з Горького були передані в Калінін для проведення випробувань на полігоні у депо № 2. У 1982 році випробування вагонів у Горькому були припинені, 6 вагонів передані в Новосибірськ. Під час випробувань вагони показали надзвичайно низьку надійність, часті зупинки через поломки.
У 1982-1985 роках завод випустив ще 7 вагонів, які отримали індекс 71-267, і відрізнялися іншим електрообладнанням.
У Калініні випробування вагонів на полігоні та в режимі експлуатації з пасажирами тривали до 1985 року. Проблеми з низькою надійністю вагона усунуто не було, і проєкт закрили.

## Екземпляри, що залишились

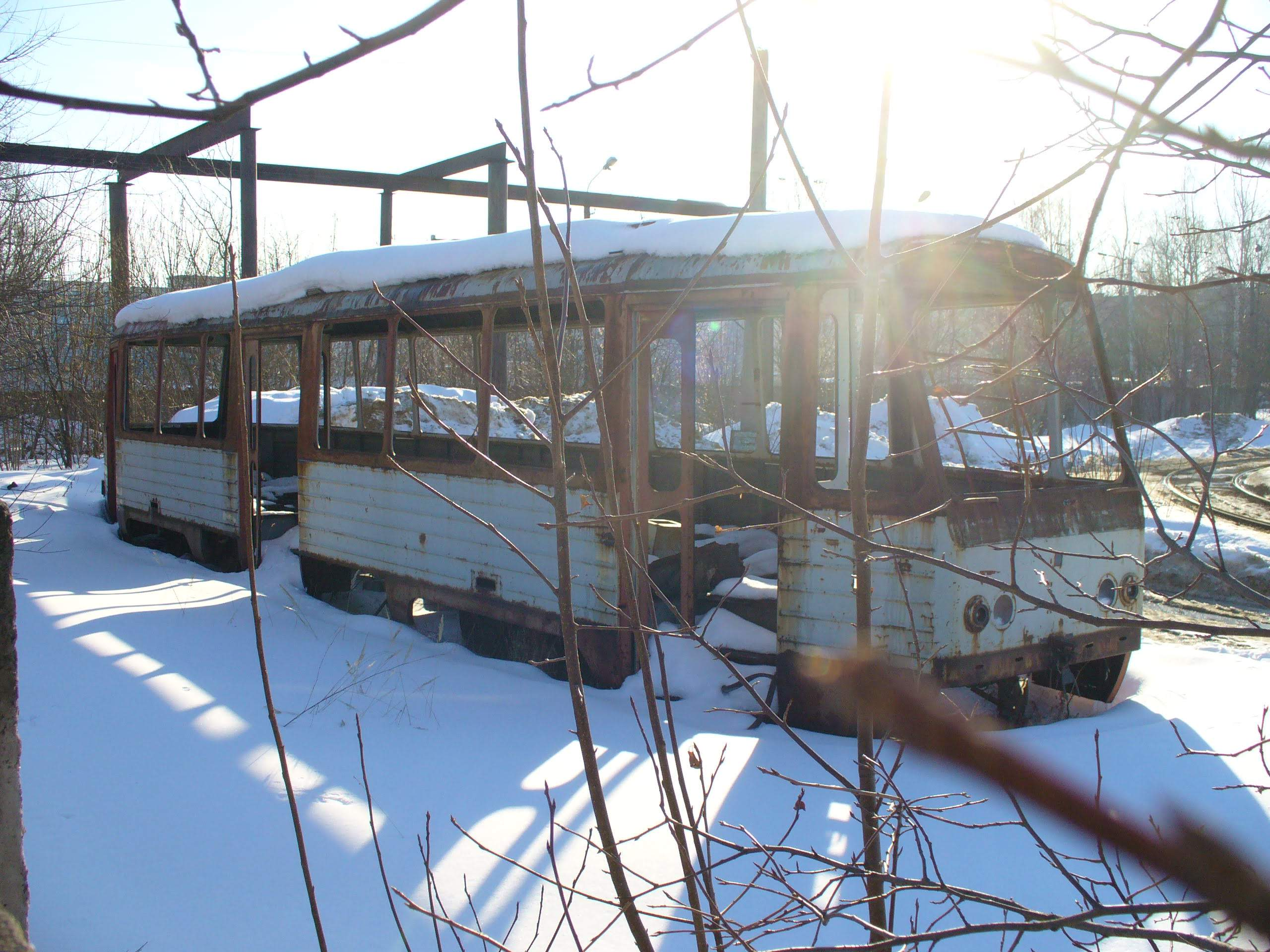
Старий кузов РВЗ-7, що знаходився у Твері, зараз відреставрований.

До нашого часу дійшли лише два РВЗ-7:
- Перший — у Нижньогородському музеї міськелектротранспорту, який був відреставрований з кузова, що залишився у трамвайному депо №2 м. Твер.
- Другий — це кузов РВЗ-7, який переобладнали у сарай. Знаходиться у трамвайному депо №2 м. Казань.

## Варіанти
- 71-217 — початковий заводський варіант трамваю.
- 71-267 — варіант з іншим електрообладнанням.